# Aeroportul Spriggs Payne
Aeroportul Spriggs Payne (în engleză Spriggs Payne Airport) (IATA: MLW, ICAO: GLMR) este un aeroport din Liberia ce deservește zona Monrovia.
Situat la o altitudine de 8 m, aeroportul dispune de o singură pistă.